# Draix
Draix é uma comuna francesa na região administrativa da Provença-Alpes-Costa Azul, no departamento dos Alpes da Alta Provença. Estende-se por uma área de 23,04 km². Em 2010 a comuna tinha 115 habitantes (densidade: 5 hab./km²).